# Roger Connor
Roger Connor (Waterbury, Connecticut, 1 de julio de 1857-Waterbury, Connecticut, 4 de enero de 1931) fue un jugador profesional estadounidense de béisbol que se desempeñó en la posición de primera base en las Grandes Ligas de Béisbol (MLB). Es miembro del Salón de la Fama del Béisbol.

## Carrera
Connor jugó como profesional tres temporadas en Troy Trojans (1880-1882), después pasó por varios equipos, New York Giants (NL) (1883-1889), New York Giants (PL) (1890), New York Giants (NL) (1891), Philadelphia Phillies (1892), New York Giants (NL) (1893-1894), y finalmente, a St. Louis Cardinals, donde jugó cuatro temporadas (1894-1897), y fue el equipo en el que se retiró.

## Reconocimiento
En 1976, ingresó como miembro al Salón de la Fama del Béisbol.